# Eimantas Poderis
Eimantas Poderis (født 13. september 1973 i Alytus, Sovjetunionen) er en litauisk tidligere fodboldspiller (angriber).
Poderis tilbragte en stor del af sin karriere i hjemlandet, hvor han repræsenterede blandt andet Zalgiris og Inkaras. Han havde også udlandsophold i både Rusland og Israel.
For Litauens landshold spillede Poderis desuden 22 kampe og scorede fem mål i perioden 1992-2005.